# Allochernes bulgaricus
Allochernes bulgaricus är en spindeldjursart som beskrevs av Hadzi 1939. Allochernes bulgaricus ingår i släktet Allochernes och familjen blindklokrypare. Inga underarter finns listade i Catalogue of Life.